# فرناندا يونغ
فرناندا يونغ (بالإنجليزية: Fernanda Young)‏ (1 مايو 1970، نيتيروي في البرازيل - 25 أغسطس 2019 في البرازيل)؛ كاتِبة، سيناريست، مقدمة تلفزيونية، ممثلة وروائية برازيلية.

## روابط خارجية
- فرناندا يونغ على موقع IMDb (الإنجليزية)
- فرناندا يونغ على موقع قاعدة بيانات الفيلم (الإنجليزية)